# Viktor Claesson
Viktor Johan Anton Claesson (2 de gener de 1992) és un futbolista internacional suec que juga pel Krasnodar. És un centrecampista o ala esquerra conegut per les seves passades i les seves habilitats com a creador de joc.

## Carrera
El 25 de gener de 2017, Claesson va signar un contracte de tres anys i mig per l'equip de la lliga russa de futbol FK Krasnodar. Va marcar durant el seu debut el 16 de febrer de 2017 en una victòria 1-0 contra l'equip turc Fenerbahçe SK a setzens de final de la fase eliminatòria de la Lliga d'Europa, fent un cop de cap en el primer toc per un partit de competició del Krasnodar el quart minut. Va ser elegit per la UEFA com a "home del partit". Va continuar marcant dos gols en un partit de la copa russa contra el FC Ural Sverdlovsk Oblast el 28 de febrer de 2017 i un gol contra el Celta de Vigo durant la primera volta de vuitens de final de la Lliga d'Europa el 9 de març de 2017.

## Carrera internacional
El maig de 2018 va ser nomenat a l'equip de 23 jugadors de Suècia a la Copa del Món de Futbol de 2018.

## Estadístiques de carrera

### Equip
Actualitzat el 13 de maig de 2018
| Equip            | Temporada        | Lliga            | Lliga   | Lliga | Copa Nacional | Copa Nacional | Copa de la lliga | Copa de la lliga | Continental | Continental | Altres  | Altres | Total   | Total |
| Equip            | Temporada        | Divisió          | Partits | Gols  | Partits       | Gols          | Partits          | Gols             | Partits     | Gols        | Partits | Gols   | Partits | Gols  |
| ---------------- | ---------------- | ---------------- | ------- | ----- | ------------- | ------------- | ---------------- | ---------------- | ----------- | ----------- | ------- | ------ | ------- | ----- |
| IF Elfsborg      | 2012             | Allsvenskan      | 27      | 5     | 0             | 0             | –                | –                | 6           | 2           | –       | –      | 33      | 7     |
| IF Elfsborg      | 2013             | Allsvenskan      | 23      | 3     | 3             | 0             | –                | –                | 8           | 3           | –       | –      | 34      | 6     |
| IF Elfsborg      | 2014             | Allsvenskan      | 26      | 5     | 7             | 2             | –                | –                | 6           | 0           | –       | –      | 39      | 7     |
| IF Elfsborg      | 2015             | Allsvenskan      | 29      | 11    | 5             | 3             | –                | –                | 6           | 1           | –       | –      | 40      | 15    |
| IF Elfsborg      | 2016             | Allsvenskan      | 29      | 8     | 3             | 2             | –                | –                | –           | –           | –       | –      | 32      | 10    |
| IF Elfsborg      | Total            | Total            | 134     | 32    | 18            | 7             | 0                | 0                | 26          | 6           | 0       | 0      | 178     | 45    |
| Krasnodar        | 2016–17          | Lliga russa      | 13      | 1     | 1             | 2             | –                | –                | 4           | 2           | –       | –      | 18      | 5     |
| Krasnodar        | 2017–18          | Lliga russa      | 30      | 10    | 0             | 0             | –                | –                | 4           | 2           | –       | –      | 34      | 12    |
| Krasnodar        | Total            | Total            | 43      | 11    | 1             | 2             | 0                | 0                | 8           | 4           | 0       | 0      | 52      | 17    |
| Total de carrera | Total de carrera | Total de carrera | 177     | 43    | 19            | 9             | 0                | 0                | 34          | 10          | 0       | 0      | 230     | 62    |

### Internacional
Actualitzat el 27 de juny de 2018
| Selecció nacional | Any   | Partits | Gols |
| ----------------- | ----- | ------- | ---- |
| Suècia            | 2012  | 2       | 0    |
| Suècia            | 2013  | 2       | 1    |
| Suècia            | 2016  | 3       | 0    |
| Suècia            | 2017  | 12      | 2    |
| Suècia            | 2018  | 6       | 0    |
| Total             | Total | 25      | 3    |

### Gols internacionals
| Número | Data                | Seu                            | Contrincant  | Marcador | Resultat final | Competició         |
| ------ | ------------------- | ------------------------------ | ------------ | -------- | -------------- | ------------------ |
| 1.     | 23 de gener de 2012 | Jassim Bin Hamad Stadium, Doha | Qatar sub-23 | 0–2      | 0–5            | Partit d'exhibició |
| 2.     | 28 de març de 2017  | Estádio do Marítimo, Funchal   | Portugal     | 2–1      | 2–3            | Partit amistós     |
| 3.     | 28 de març de 2017  | Estádio do Marítimo, Funchal   | Portugal     | 2–2      | 2–3            | Partit amistós     |

## Palmarès

### Equip
Elfsborg
- Lliga sueca de futbol: 2012
- Copa sueca de futbol: 2012-2013